# Eupolymnia marenzelleri
Eupolymnia marenzelleri är en ringmaskart som först beskrevs av Maurice Caullery 1944.  Eupolymnia marenzelleri ingår i släktet Eupolymnia och familjen Terebellidae. Inga underarter finns listade i Catalogue of Life.